# Stranden ved Skagen Vesterby
Stranden ved Skagen Vesterby är en målning som avbildar en avlastning av små segelfartyg på en sandstrand i Skagen på norra Jylland.
Den formatmässigt lilla målningen är gjord 1847 av Martinus Rørbye. Målningen visar en grupp män, som en solig och blåsig sommardag lastar av bränntorv från två öppna tvåmastade båtar vid kanten av Kattegatts strand i Vesterby, den västra av Skagens dåvarande tre bebyggelseområden.
I bakgrunden finns ett lågt svarttjärat boningsshus nära stranden, och långt bort skymtar den då nybyggda Skagens kyrka samt Skagens Odde med Grenen. På stranden vid båtarna travas en hög med torv upp, I förgrunden på stranden står en tripod med upphängda flytbojar på tork, och en bit bortom avlastningsscenen syns fiskebåtar som dragits upp på stranden samt vraket av en större båt än de som lastas av. Det är vraket av skonerten Ann of Sunderland, vars besättning på sex personer i november 1846 räddats och vars last bärgats året innan. Vraket har köpts av en skagenbo, men ännu inte börjat repareras.
Platsen angavs ursprungligen inte av Martinus Rørbye, men kan lokaliseras till Skagen Sønderstrand i Vesterby strax nedanför Svallerbakken och Skagen By- og Egnsmuseum.
Skagen var vid denna tid en liten och isolerad perifer ort med något mer än ett tusen invånare, framför allt ett fiskarsamhälle, så långt bort som det är möjligt att komma i Danmark från Köpenhamn. Det fanns då inte ens en hamn i samhället. Martinus Rørbye var den förste konstnären, som kom dit och utnyttjade det speciella ljuset på den smala landtungan av kalksand mellan Skagerack och Kattegatt. Han hade gjort ett besök där 1833 och hade nu kommit dit en andra gång under ett par veckor i juli 1847. Drygt tjugo år senare besöktes Skagen av målaren Christian Blache, vilken i sin tur inspirerade Holger Drachmann att komma till Skagen 1871. Denne blev en av de första konstnärerna i konstnärskolonin Skagenmålarna med impressionistiska målare, vilken på allvar utvecklade sig till en stor kraft i nordiskt konstliv efter det att Michael Ancher från 1875 börjat tillbringa längre och längre perioder i Skagen, 1880 gifte sig med Skagenbon Anna Brøndum och till slut slog sig i ett eget året-runt-hus i staden 1884.
Målningen finns idag på Nivaagaards Malerisamling, efter att ha köpts av Johannes Hage senast 1905.